# 廖正良 (台湾)
廖正良（1954年12月25日—），中華民國政治人物，中國國民黨籍，曾任新北市議會第一、第二屆、臺北縣議會第十六屆議員。2017年因為涉及違建關說的貪污司法案件，淡出政壇交棒給其子廖先翔。

## 個人背景
廖正良出生於台北縣汐止鎮(今新北市汐止區），求學時期畢業於台北縣東山國小、基隆市七堵區明德國中，汐止時期的私立方曙高工。廖正良早年出身汐止農會體系，曾任汐止農會代表及理事，結業於中國國民黨革命實踐研究院，曾擔任中國國民黨汐止市黨部常務委員。

## 政治生涯
1998年首度代表國民黨參選第十六屆汐止鎮民代表會第三選區選舉，以2007票當選，並於1999年汐止鎮升格為汐止市後延任市民代表。2002年競選第二屆汐止市民代表會第三選區市民代表，以2399票連任，並當選該屆代表會副主席。
2005年，廖正良參選第十六屆臺北縣議會第八選區選舉，以11134票當選。
2010年與2014年，當選台北縣升格後的首屆與次屆新北市議會第十選區市議員，曾擔任首屆市議會國民黨黨團副書記長。

## 爭議

### 酒駕
2007年3月，廖正良酒後駕車撞上一名騎士，騎士因而重傷送醫。廖正良被控企圖肇事逃逸以及涉嫌對警方施壓、延後酒測。

### 收賄關說違建案
2017年，廖正良因一起2015年的收賄關說違建案被士林地檢署依貪污治罪條例圖利罪起訴。檢方指控廖正良收取違建屋主30萬賄款後，涉嫌指示助理廖先翔施壓新北市拆除大隊，讓其不敢拆除數百坪大的違建鐵皮屋。
廖正良堅稱無罪並且持續上訴，但於2019年10月士林地方法院一審判決有罪，2022年1月高等法院二審判決有罪，判刑6年，褫奪公權3年。 2024年1月最高法院裁定撤銷判決，發回高等法院更審，案件仍在審理當中。